# Scott Mercier
Scott Mercier (Telluride, 24 januari 1968) is een voormalig wielrenner uit de Verenigde Staten. Hij was professional van 1993 tot en met 1999.

## Overwinningen
1993
- Amerikaans kampioen individuele tijdrit op de weg, Elite

1995
- 5e etappe Cascade Cycling Classic

1996
- Eindklassement Ronde van de Kaap